# Pseudocollinella parapellucida
Pseudocollinella parapellucida är en tvåvingeart som beskrevs av Marshall 1993. Pseudocollinella parapellucida ingår i släktet Pseudocollinella och familjen hoppflugor. Inga underarter finns listade i Catalogue of Life.